# Sétimo Céu (peça de teatro)
Sétimo Céu é uma peça de teatro em dois actos escrita pela dramaturga britânica Caryl Churchill, que se inspirou nos workshops que realizou com a companhia de teatro Joint Stock em finais de 1978. A peça estreou na Faculdade de Letras de Dartington, em Devon, a 14 de Fevereiro de 1979.
Os dois actos da peça apresentam uma estrutura em contraponto. O primeiro acto passa-se numa colónia britânica em África na era vitoriana e o segundo acto num parque londrino em 1979. Contudo, entre os dois actos, apenas vinte e cinco anos passam para as personagens. Cada actor desempenha um papel no primeiro acto e outro no segundo acto – as personagens que aparecem em ambos os actos são interpretadas por diferentes actores no primeiro e no segundo. O primeiro acto ridiculariza o género convencional da comédia e satiriza a sociedade vitoriana e o colonialismo. O segundo acto mostra o que poderia acontecer se as restrições quer do género de comédia quer da ideologia vitoriana se esbatessem nos mais permissivos anos 70.
A peça apresenta retratos controversos de sexualidade e uma linguagem obscena para estabelecer um paralelismo entre a opressão colonial e a sexual. O humor da peça nasce da incongruência e do carnavalesco, sublinhando a mensagem política de Churchill no que respeita à aceitação da diferença, sem contudo dominar as pessoas ou as forçar a desempenhar determinados papéis sociais.

## Personagens
Primeiro acto
- Clive, um administrador colonial (Clive representa a natureza opressiva do colonialismo patriarcal britânico)
- Betty, sua mulher, interpretada por um homem (Betty reflecte o ideal vitoriano de mulher)
- Joshua, o seu criado negro, interpretado por um branco (Joshua quer ser aquilo que os brancos querem que ele seja)
- Edward, seu filho, interpretado por uma mulher (Edward é um rapaz efeminado, o que era inaceitável na época)
- Victoria, sua filha, uma boneca (Victoria representa a forma como a sociedade vitoriana queria que as raparigas fossem, silenciosas e submissas)
- Maud, sua sogra (Maud representa uma mulher conservadora que se opõe às de ideias de mudança e progresso)
- Ellen, a preceptora de Edward (Ellen é uma lésbica apaixonada por Betty, embora esta não se aperceba de que Ellen a ama)
- Harry Bagley, um explorador (Harry é bissexual, mantém uma relação sexual tanto com Edward como com Joshua, embora demonstre admiração por Betty)
- Sra. Saunders, uma viúva (a Sra. Saunders é uma vizinha que confia em Clive para a proteger dos nativos rebeldes; ela e Clive têm um caso)

Segundo acto
- Betty, agora interpretada por uma mulher (durante o segundo acto, Betty aceita gradualmente a sua própria identidade e sexualidade e deixa Clive)
- Edward, seu filho, agora interpretado por um homem (Edward assumiu a sua homossexualidade e quer casar com Gerry)
- Victoria, sua filha (Victoria é casada com Martin mas tem um caso com Lin)
- Martin, o marido de Victoria (quase tão dominador como Clive)
- Lin (uma mãe solteira lésbica que tem um caso com Victoria)
- Cathy, a filha de 5 anos de Lin, interpretada por um homem (Cathy é violenta e gosta de brincar com armas; no entanto, recusa-se a usar calças, apresentando-se sempre de vestido)
- Gerry, o amante de Edward (que o deixa durante o segundo acto)

## Sinopse
Primeiro acto
Clive, um administrador colonial britânico, vive com a família, uma preceptora e um criado em África, num período conturbado. Os nativos revoltam-se; a Sra. Saunders, uma viúva, procura refúgio junto da família de Clive. À sua chegada sucede-se a de Harry Bagley, um explorador. Clive envolve-se com Sra. Saunders; Betty, a sua mulher, sente-se atraída por Harry, que tem relações com o escravo Joshua e com o filho de Clive, Edward. Ellen, a preceptora, que se assume como lésbica, é obrigada a casar com Harry. O primeiro acto acaba com a celebração do casamento; na cena final, Clive faz um discurso e Joshua aponta-lhe uma arma.
Segundo acto
Apesar de o segundo acto se situar em 1979, algumas personagens do primeiro acto reaparecem – para elas passaram apenas 25 anos. Betty deixou Clive, a sua filha Victoria está agora casada com Martin e Edward tem uma relação homossexual assumida com Gerry. Victoria deixa Martin e começa uma relação lésbica com Lin. Quando Gerry deixa Edward, este muda-se para casa da sua irmã e de Lin. Os três, bêbados, invocam a Deusa numa cerimónia; depois disso, personagens do primeiro acto começam a aparecer no segundo acto. O segundo acto tem uma estrutura menos rígida do que o primeiro acto; Churchill jogou com a ordem das cenas.